# Scolapiatti

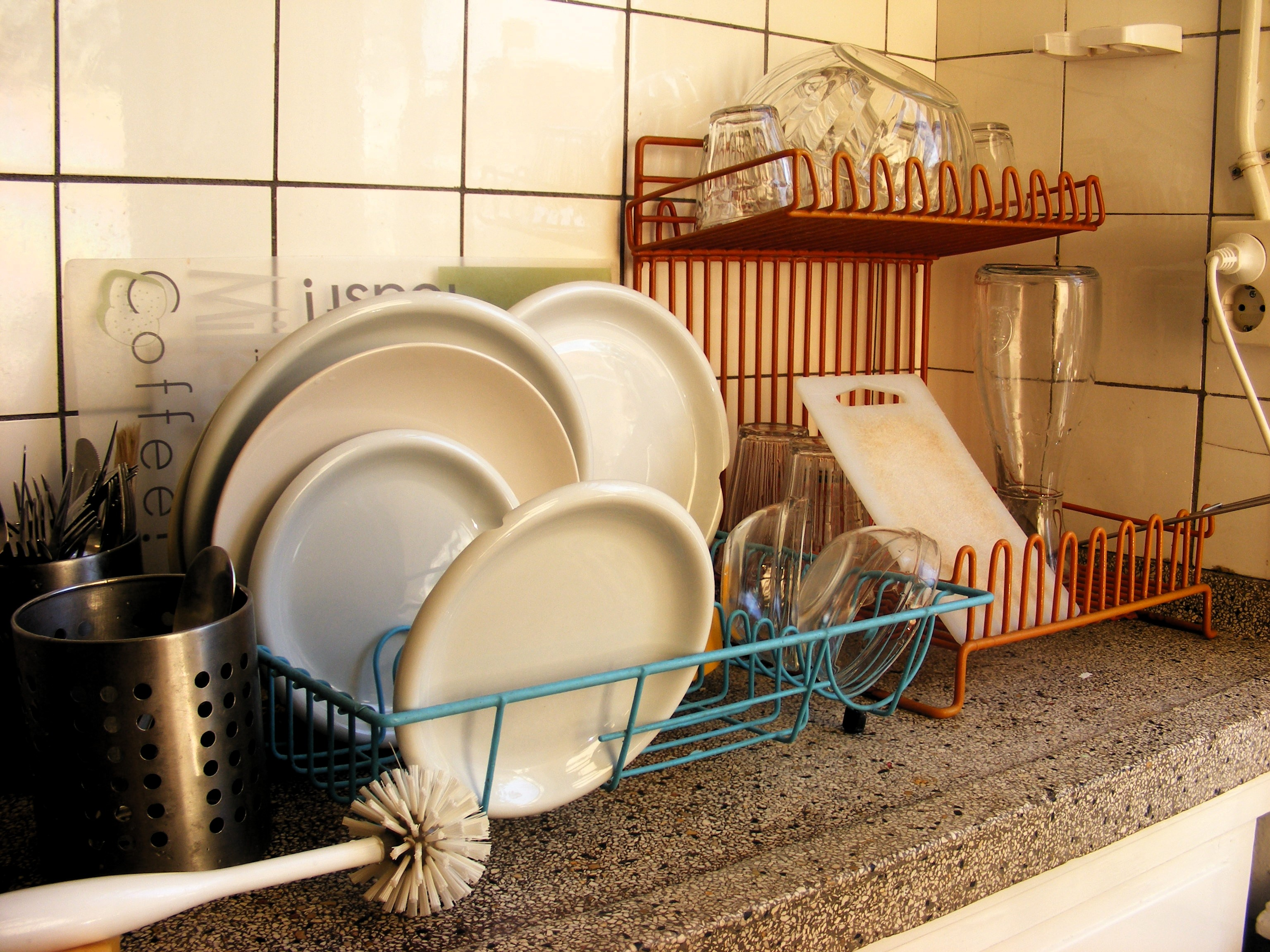
Scolapiatti e scolaposate poggiati direttamente sul piano cucina

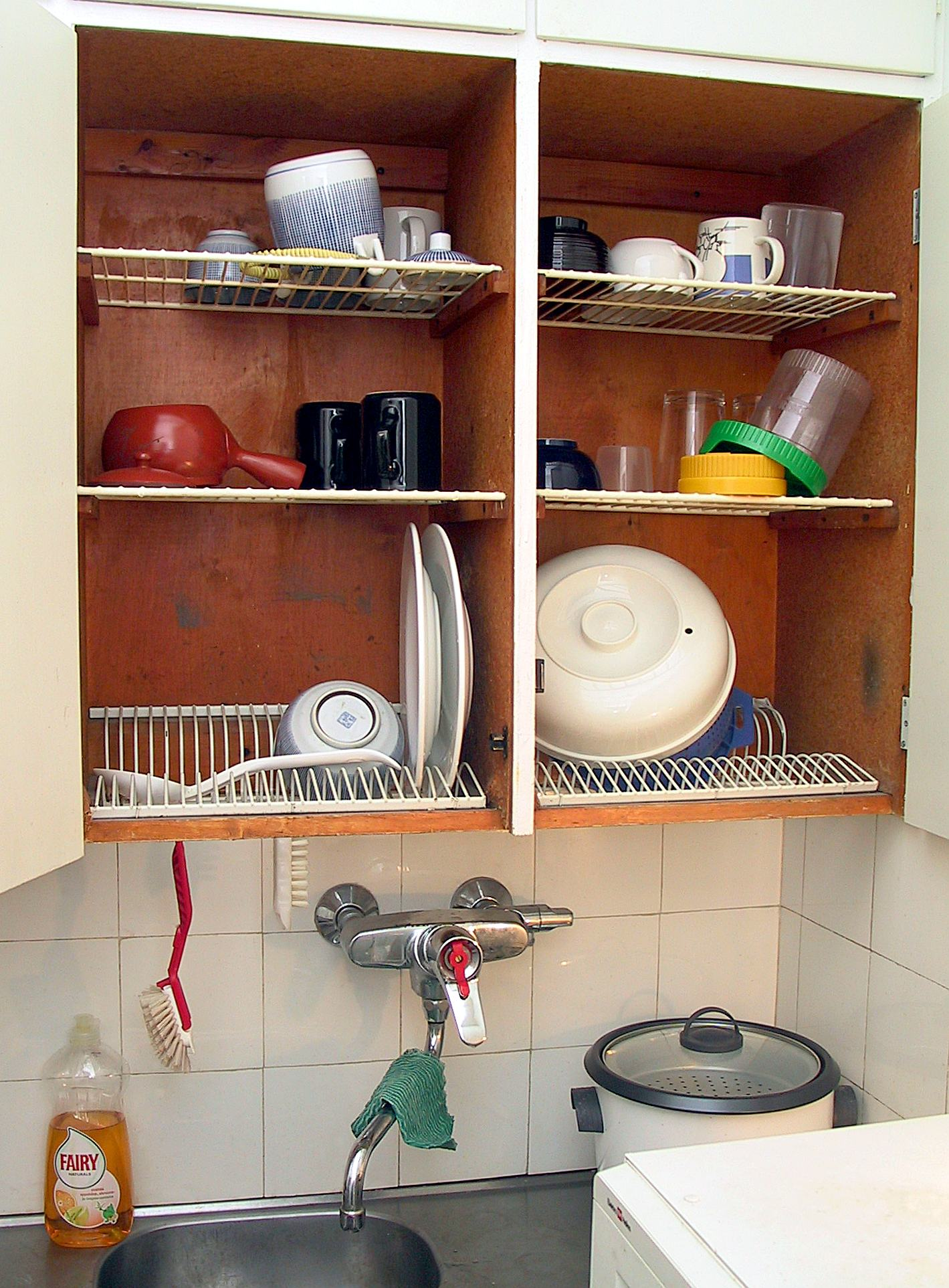
Scolapiatti a mobiletto

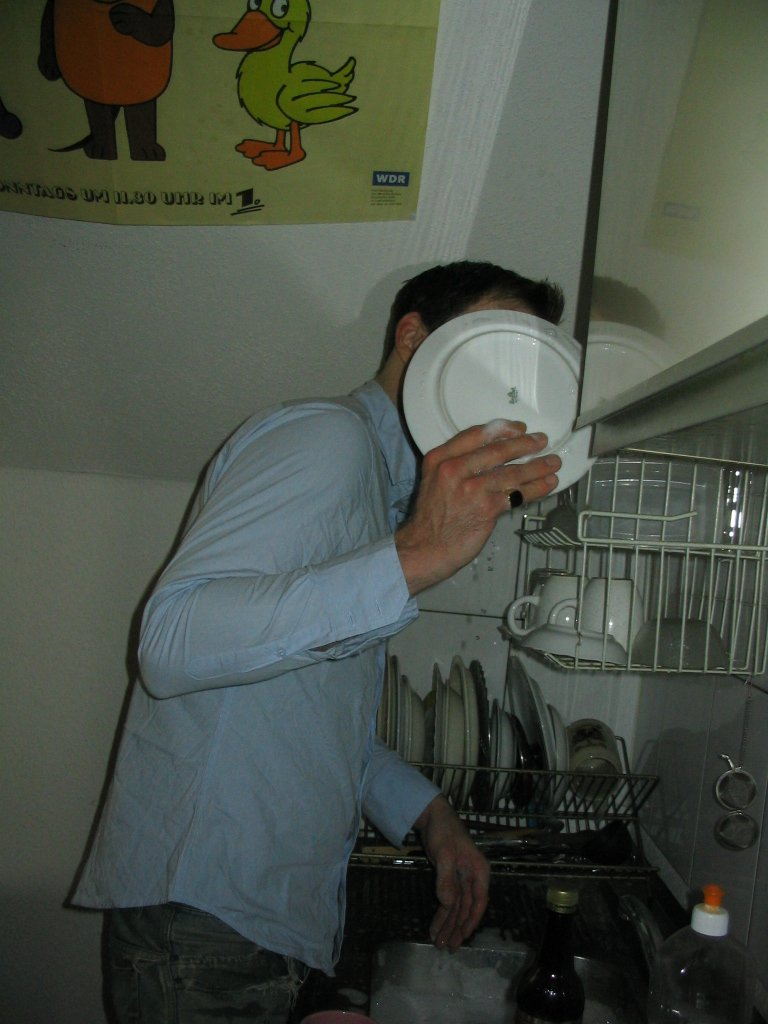
Utilizzo nel lavaggio manuale delle stoviglie

Lo scolapiatti è uno strumento di cucina che viene usato per permettere ai piatti di scolare dopo essere stati lavati. In genere viene utilizzato anche per le altre stoviglie (bicchieri, tazze, caraffe, pentolame ...). 
È considerato tra gli strumenti più importanti della batteria da cucina.

## Storia
Gli scolapiatti nelle case contadine erano armature in legno fabbricate o dal falegname locale o dagli occupanti stessi dell'abitazione. L'acqua sgocciolava dai piatti appena lavati sulla terra battuta o su una apposita pavimentazione in pietra.

## Tipologie
Gli scolapiatti possono essere composti di diversi materiali come metallo, plastica o legno impermeabilizzato. Sono in genere costituiti da una o più rastrelliere sovrapposte, eventualmente con scomparti che facilitino la collocazione di specifiche tipologie di strumenti da cucina come bicchieri o posate. Spesso lo scolapiatti si trova appeso al di sopra del lavello in modo che l'acqua che gocciola dalle stoviglie venga raccolta da quest'ultimo. Può o meno essere racchiuso da un apposito mobiletto, che nasconde la vista delle stoviglie e le protegge dalla polvere durante l'asciugatura.
Alcuni attrezzi analoghi allo scolapiatti permettono di scolare specifiche tipologie di oggetti legati alla cucina e al cibo: tra essi lo scolabottiglie, per scolare le bottiglie dopo che sono state svuotate del loro contenuto e lavate, oppure lo scolaposate, in genere più piccolo dello scolapiatti e spesso poggiato direttamente a fianco del lavello.